# 松本克平 (俳優)
松本 克平（まつもと かっぺい、1905年〈明治38年〉4月25日 - 1995年〈平成7年〉10月3日）は、日本の俳優、新劇史家、演劇評論家。本名：赤沢 義巳（あかざわ よしみ）。長女は女優の赤沢亜沙子。
戦前は東京左翼劇場、新協劇団などに所属、戦後は俳優座に入って中堅俳優として多くの舞台に立ち、亡くなるまで現役として活動した。舞台以外にも映画、テレビドラマでも脇役として活躍。新劇史家として『日本新劇史』『日本社会主義演劇史』等の著作を上梓している。自伝に『八月に乾杯 松本克平新劇自伝』。

## 来歴・人物
1905年（明治38年）4月25日、長野県南安曇郡明盛村に生まれる。旧制松本中学、早稲田第二高等学院を卒業。旧制中学の同級生に臼井吉見、古田晁がいる。早稲田大学文学部英文科中退。
1929年（昭和4年）、劇作家を志望して東京左翼劇場に研究生として入るが、俳優に転向し『吼えろ支那』で初舞台を踏む。松本克平という芸名は、山本安英の夫だった藤田満雄が「松本出身のKPD（ドイツ共産党の略）」という意味で命名した。1933年（昭和8年）、中央劇場に参加、当時は日本プロレタリア演劇同盟（通称：プロット）東京支部の組織部長も務めていた。翌1934年（昭和9年）、村山知義、小沢栄太郎らと新協劇団の結成に参加し、『どん底』の男爵役で注目される。1939年（昭和14年）、新協劇団賞を受賞。
1940年（昭和15年）8月19日、新劇弾圧により劇団を強制解散させられ、松本を含む数百人の劇団員が検挙される。翌1941年（昭和16年）12月に出所した松本は、井上正夫主宰の井上演劇道場の文芸部員となった。
1946年（昭和21年）、村山知義らの第二次新協劇団に参加。1948年（昭和23年）、俳優座に入団し、『桜の園』のガーエフ役、『ワーニャ伯父』のセレブリャーコフ役、『夜の来訪者』の工場主役、『有福詩人』の仁斎役などに、地味だが巧みな演技を見せ、同座の中堅として活躍する。晩年も1991年5月の村瀬幸子との二人芝居『八月に乾杯!』（遺作）などの舞台に立ち、劇団の長老格として最後まで現役として活動した。1994年（平成6年）、第22回日本新劇製作者協会賞を受賞。
映画には1937年（昭和12年）の『風流演歌隊』で初出演し、戦後から『女性の勝利』、『破戒』などに脇役で出演。1956年（昭和31年）からは『警視庁物語シリーズ』で捜査一課長役を8年間演じた。そのほか『純愛物語』、『怪談』、『砂の器』など多くの作品に出演した。1960年代以降はテレビドラマでも活躍、時代劇では悪役も演じた。
俳優活動の傍ら、演劇評論家としてプロレタリア演劇を中心に日本新劇史の研究にも努め、多数の著書を出版している。1967年（昭和42年）には著書『日本新劇史』で第18回読売文学賞（研究・翻訳賞）を受賞した。
1995年（平成7年）10月3日午前2時3分、急性肺炎のため死去（享年90歳）。

## 出演作品

### 映画
太字の題名はキネマ旬報ベスト・テンにランクインした作品
- 初恋（1939年、東宝映画） - 女工監督
- 空想部落（1939年、南旺映画） - 島岩平
- 煉瓦女工（1946年、南旺映画） - 政吉
- 女性の勝利（1946年、松竹） - 河野
- 女優（1947年、東宝）
- 破戒（1948年、松竹） - 叔父
- わが恋は燃えぬ（1949年、松竹） - 壮士荒井
- 野良犬（1949年、新東宝）- 呑み屋のおやじ
- 暴力の街（1950年） - 松野記者
- 海の花火（1951年、松竹） - 下関の船長
- 黎明八月十五日（1952年、東映） - 林記者
- 慟哭（1952年、新東宝） - 長谷川亀雄
- 悲劇の将軍 山下奉文（1953年、東映） - 宮内大本営作戦部長
- 死の追跡（1953年、東映） - 橋本刑事
- 思春の泉（1953年、新東宝） - 宿屋主人
- 唐人お吉（1954年、北星） - 斎藤源之丞
- 女の園（1954年、松竹） - 芳江の父
- 花と竜（1954年、東映） - 大庭春吉
- 伊豆の踊子（1954年、松竹） - 湯沢館主人善兵衛
- 勲章（1954年、俳優座） - 黒住康三
- 壮烈神風特攻隊（1954年、東映） - 大本営陸軍大佐参謀
- 女人の館（1954年、日活） - 校長
- 青竜街の狼（1955年、東映） - 警察署長
- 終電車の死美人（1955年、東映） - 住田捜査一係長
- 浮草日記（1956年、山本プロ） - 中村扇蔵
- 殺人現行犯（1955年、東映） - 五十田係長
- 野菊の如き君なりき（1955年、松竹） - 船頭
- 警視庁物語シリーズ（東映） - 捜査一課長 
  - 警視庁物語 逃亡五分前（1956年）
  - 警視庁物語 魔の最終列車（1956年）
  - 警視庁物語 上野発五時三十五分（1957年）
  - 警視庁物語 夜の野獣（1957年）
  - 警視庁物語 七人の追跡者（1958年）
  - 警視庁物語 顔のない女（1959年）
  - 警視庁物語 一〇八号車（1959年）
  - 警視庁物語 遺留品なし（1959年）
  - 警視庁物語 血液型の秘密（1960年）
  - 警視庁物語 十五才の女（1961年）
  - 警視庁物語 全国縦断捜査（1963年）
  - 警視庁物語 自供（1964年）
  - 警視庁物語 行方不明（1964年）
- 女優（1956年、近代映画協会）
- 無法街（1956年、東映） - 神山捜査主任
- にっぽんGメン 特別武装班出動（1956年、東映） - 佐上捜査三課長
- 忍術快男児（1956年、東映） - 代議士奥山
- 野口英世の少年時代（1956年、東映教育） - 郡の教育主任
- 森は生きている（1956年、劇団民藝） - 一月
- 顔（1957年、松竹）- 石渡部長刑事
- 正義派（1957年、松竹） - 君平太
- 妻こそわが命（1957年、大映） - 田辺会長
- 日清戦争風雲秘話 霧の街（1957年、東映） - 有賀秘書官
- 若さま侍捕物帖 鮮血の人魚（1957年、東映） - 佐山八十兵衛
- 鳴門秘帖（1957年、大映） - 徳島藩山奉行・関屋孫兵衛
- 純愛物語（1957年、東映） - 医務課長
- 花太郎呪文（1958年、大映） - 勘兵衛
- 江戸の花笠（1958年、東映） - 竹柴幸輔
- 忠臣蔵（1958年、大映） - 梶川与惣兵衛
- 続禁男の砂（1958年、松竹） - 八木沢医師
- 日蓮と蒙古大襲来（1958年、大映） - 宿谷入道則光
- 絶唱（1958年、日活） - 源助
- 蟻の街のマリア（1958年、歌舞伎座） - 都庁部長
- 月光仮面（東映）
  - 月光仮面 魔人の爪（1958年） - 結城博士
  - 月光仮面 怪獣コング（1959年） - 警視総監
- 無法街の野郎ども（1959年、東映） - 竹永捜査課長
- 第五福竜丸（1959年、近代映画協会） - 東一副院長
- 海っ子山っ子（1959年、桜映画社） - 青葉丸
- キクとイサム（1959年、大東映画） - おかつの亭主
- 地獄の底までつき合うぜ（1959年、東映） - 望月警察署長
- 旗本退屈男 謎の大文字（1959年、東映） - 中御門宗房
- かげろう絵図（1959年、大映）- 瓦師六兵衛
- 人間の壁（1959年、山本プロ） - 与田消防団長
- 空港の魔女（1959年、東映） - 捜査第三課課長
- 彼女だけが知っている（1960年、松竹） - 北江捜査第一課長
- 四万人の目撃者（1960年、松竹） - 木原検事正
- 男の挑戦（1960年、東映） - 長谷川刑事
- わが胸に鐘は鳴る（1960年、東映教育） - 院長先生
- 弾丸大将（1960年、東映） - 警察署長
- 最後の切り札（1960年、松竹） - 渡辺警部
- 武器なき斗い（1960年、大東映画） - 峯
- 俺が地獄の手品師だ（1961年、東映） - 北海刑務所長
- 大暴れマドロス野郎（1961年、日活） - 三宅船長
- 風来坊探偵 岬を渡る黒い風（1961年、ニュー東映） - 江藤重吉
- 宇宙快速船（1961年、ニュー東映） - 谷川博士
- 太平洋のGメン（1962年、東映） - ××丸船長
- 八月十五日の動乱（1962年、東映） - 林近衛師団長
- 怪談（1965年、東宝） - 世話人
- 徳川家康（1965年、東映） - 関口刑部親永
- 青春の裁き（1965年、日活） - 古島辰造
- 青春とはなんだ（1965年、日活） - 友田PTA会長
- 四谷怪談（1965年、東宝） - 庵主浄念
- スパイ（1965年、大映） - 局長
- 獣の剣（1965年、松竹） - 山岡監物
- やくざGメン 明治暗黒街（1965年、東映） - 岡野直親
- 新・事件記者 殺意の丘（1966年、東京映画） - 菅井室長
- 愛欲（1966年、東映） - 井上
- 一万三千人の容疑者（1966年、東映） - 玉井刑事部長
- 男なら振り向くな（1967年、松竹） - 門田弁護士
- 若者の旗（1970年、俳優座映画放送） - 須崎
- 沈黙 SILENCE（1971年、表現社） - 仮牢役人
- 子連れ狼 三途の川の乳母車（1972年、東宝） - 平野市郎兵衛
- 忍ぶ糸（1973年、東宝映画） - 増住大二郎
- 朝やけの詩（1973年、東宝） - 与一
- 砂の器（1974年、松竹）- 三森署々長
- 皇帝のいない八月（1978年、松竹） - 若生文部大臣
- ブルークリスマス（1978年、東宝） - 鈴木理事
- 日本の熱い日々 謀殺・下山事件（1981年、松竹）- 波多野東大教授
- さくら隊散る（1988年、近代映画協会） - 証言者
- 八月の狂詩曲（1991年、黒澤プロ） - 錫二郎

### テレビドラマ
- 子供の時間 / 小熊と幽霊と泥棒と（1953年、NHK）
- 二人だけに分かる言葉（1953年、NHK）
- 母の初恋（1953年、NHK）
- 幸福への起伏（1954年、NHK）
- 忠臣蔵の人々（1956年 - 1957年、KR）
- 東京の虹（1957年、NHK）
- ダイヤル110番 （NTV）
  - 第13話「限りなき部屋」（1957年）
  - 第29話「手の中のボタン」（1958年）
  - 第44話「尾行者」（1958年）
  - 第72話「息子の死」（1959年）
  - 第80話「おてもやん」（1959年）
  - 第94話「三行広告」（1959年）
  - 第100話「白骨死体」（1959年）
  - 第125話「脱走者」（1960年）
  - 第149話「穴場の虫」（1960年）
  - 第151話「腐れ縁」（1960年）
  - 第168話「欲望の街」（1960年）
  - 第172話「魔窟」（1960年）
  - 第186話「賭け」（1961年）
  - 第195話「欲の河」（1961年）
  - 第205話「誘い出し誘拐事件」（1961年）
  - 第218話「奪われたもの」（1961年）
  - 第245話「事件の底辺」（1962年）
  - 第279話「捜査二課16号室」（1963年）
  - 第282話「囮」（1963年）
  - 第331話「幽霊は自転車でやってきた」（1964年）
- ここに人あり（NHK）
  - 第40回「萌えよ野の花」（1958年）
  - 第106回「晴れ間」（1959年）
- テレビ劇場（NHK）
  - 愛妻戦争（1958年） - 万稔課長
  - 羽衣の女（1959年）
  - 風は五月を（1959年）
  - 馬六先生人生日記より 最初の往診（1959年）
  - 空白の意匠（1959年）
  - 馬六先生人生日記 あんぱんとクリスマス（1960年）
- 俳優座アワー / 殺意（1958年、NTV）
- 雑草の歌（NTV）
  - 第9回「受胎調節を説く和尚」（1958年）
  - 第57回「光は歌声より」（1959年）
  - 第71回「明るい瞳」（1959年）
  - 第74回「歯ぎしり」（1959年）
  - 第96回「白衣の声」（1960年）
  - 第112回「みどりの風」（1960年）
  - 第114回「やと」（1960年）
  - 第118回「この溝をこえて」（1960年）
  - 第123回「父子寮」（1960年）
  - 第137回「白い小さなお仲人」（1960年）
  - 第144回「総務部付」（1961年）
- 東芝日曜劇場（TBS）
  - 第83回「琉球哀詩」（1958年）
  - 第88回「敏腕記者」（1958年）
  - 第106回「別れ囃子」（1958年）
  - 第255回「壬申の乱」（1961年）
  - 第414回「五月の嵐」（1964年）
  - 第720回「花が実を結ぶとき」（1970年）
- 夫婦百景（NTV）
  - 第8回「学生夫婦」（1958年）
  - 第73回「世話焼き夫婦」（1959年）
  - 第83回「文化功労賞夫婦」（1959年）
  - 第191回「お年玉異変」（1962年）
  - 第197回「結婚試験」（1962年）
  - 第250回「ある妻の話」（1963年）
- 私だけが知っている（NHK）
  - 女優と鸚鵡（1958年）
  - 茜荘事件（1959年）
  - 毒（1959年）
  - 鍵穴（1960年）
- 灯、今も消えず（NTV）
  - 勝海舟（1958年）
  - 近松門左衛門（1959年） - 荻生徂徠
- 事件記者（NHK）
  - 第16話「誘拐犯人」（1958年） - 難波教授
  - 第56話「顔写真」（1960年） - 木村伸彦
  - 第102話「白い罠」（1962年）
  - 第335話「先手」（1965年）
- 東京0時刻（KR）
  - 七百万円の誘惑（1959年）
  - 狂った妻（1959年）
- 東芝家族劇場（NET）
  - 第3回「奇妙な侍」（1959年）
  - 第6回「星みがき」（1959年）
- 東芝土曜劇場（CX）
  - 第5回「草を刈る娘」（1959年）
  - 第41回「雪夜の客」（1959年）
  - 第52回「護送」（1960年）
  - 第118回「独身者の妻」（1961年）
  - 第157回「未亡記事」（1962年）
- ヤシカゴールデン劇場 / 夫婦（1959年、NTV）
- 慎太郎ミステリー・暗闇の声（KR）
  - 見知らぬ顔（1959年）
  - 大尉よ、いつ帰る（1959年）
  - 貴方は、あした（1960年）
- お好み日曜座（NHK）
  - 女の剣（1959年）
  - バラはあなたに（1960年）
- おかあさん（TBS）
  - 第8回「粉雪」（1959年）
  - 第41回「完全女性」（1960年）
  - 第55回「秋灯」（1960年）
  - 第135回「合掌 三河島事件より」（1962年）
- ゴールデン劇場（NTV）
  - 太陽と牛の唄（1959年）
  - 転落の賊（1959年）
- 日立劇場（KR）
  - 第11回「空気のなくなる日」（1959年）
  - 第14回「月のある庭」（1960年）
  - 第31回「象を喰った連中」（1960年）
- ゴールドステージ / 聖夜の妖精（1959年、NTV）
- これが真実だ 第6回「忠臣蔵」（1959年、CX）
- サンヨーテレビ劇場（KR）
  - きょうあるいのち（1960年）
  - ある村のはなし（1961年）
- ステージ・アルバム 第6回「白夜」（1960年、NHK） - 宮崎
- 戦争（CX）
  - 第6回「メニュー」（1960年）
  - 第19回「夏」（1960年）
- 指名手配（NET）
  - 第36話「ギター殺人事件」（1960年）
  - 第62話 - 第66話「死体なき殺人」（1960年 - 1961年）
  - 第88話・第89話「天網恢恢」（1961年）
  - 第95話・第96話「黒衣の花嫁」（1961年）
  - 第111話・第112話「その紙幣を追え」（1961年）
  - 第116話・第117話「罠」（1962年）
- プリンス劇場 / ぶた（1960年、CX）
- スリラー劇場・夜のプリズム 第80回「殺しの押売り」（1960年、NTV）
- ミステリー影 / 死者の設計（1960年、NET）
- 百万人の劇場 / 稲妻（1960年、CX）
- 剣豪秘伝 第45回「血の果て」（1960年、NET）
- 人生うらおもて 第25回「大変な娘」（1961年、NTV）
- この光は消えず / キュリー夫人（1961年、NHK）
- 灰色のシリーズ 第36回「白い手袋」（1961年、NHK）
- 文芸アワー / 尾行（1961年、NTV）
- 侍 第24回「宮本武蔵一乗寺の決闘」（1961年、CX） - 沢庵
- 西鶴物語 第25回「弔の中へ樽肴」（1961年、NET）
- 愛の劇場 第112回「父の初恋」（1961年、NTV） - 西村
- 創作劇場（NHK）
  - ある抵抗（1961年）
  - ある日浜辺にて（1962年）
- テレビ指定席（NHK）
  - 生活の河（1961年）
  - 賭ける（1961年）
  - 落葉樹（1962年）
  - 村で一番の栗の木（1962年）
  - ある結婚（1963年）
  - 婚前未定旅行（1965年）
- 東海道線物語 黎明編（1961年、MBS）
- 日立ファミリーステージ / ビル・ピリリは歌う（1962年、TBS）
- 純愛シリーズ（TBS）
  - 第28・29回「幻想家族」（1962年） - 父・謙介
  - 第53回「松の一番」（1962年）
- 文芸劇場 第39回「草を刈る娘」（1962年、NHK）
- シャープ火曜劇場 第48回「川は今も流れる」（1962年、CX）
- 松本清張シリーズ・黒の組曲（NHK）
  - 第20回「球形の荒野」（1962年8月16日 - 17日）
  - 第35回「破談変異」（1962年12月6日 - 7日）
- 人生の四季 第54回「松茸山考」（1962年、NTV）
- お気に召すまま 第1話「あなたがもう一人」（1962年、NET）
- 短い短い物語 第72回「民心安定局」（1962年、NET）
- 判決（NET） 
  - 第2話「殺意への証言」（1962年） - 瀬川拓次郎
  - 第21話「煉獄」（1963年）
  - 第61話「赤い実」（1963年） - 横山
  - 第138話「通信の秘密」（1965年） - 古屋
- 青年弁護士 第2話「愛情の賭け」（1963年、NTV / 東映）
- 名作推理劇場・警察物語 第4話「非情」（1963年、NET）
- 七人の刑事（TBS）
  - 第78話「浮かびあがりたい」（1963年）
  - 第293話「消えた人」（1967年）
  - 第350話「北の果てから」（1968年）
- 講談ドラマ / 西郷隆盛（1963年、NHK）
- 嫁ぐ日まで 第16回「名門」（1963年、CX）
- 近鉄金曜劇場（TBS）
  - もし、あなただったら（1963年）
  - わくらばの記（1966年）
- シャープ月曜劇場 第9回「いのちみじかけれど」（1963年、CX）
- ポーラ名作劇場 第26回「仇討禁止令」（1963年、NET）
- 鉄道公安36号 第7話「狂った軌道」（1963年、NET）
- 夜の十時劇場 / 嘘と嘘（1963年、KTV）
- 三匹の侍（CX）
  - 第1シリーズ 第4話「一殺多生」（1963年）
  - 第1シリーズ 第11話「左近見参」（1963年）
  - 第1シリーズ 第23話「剣影無情」（1964年）
- 娘の結婚（NTV）
  - 第11回「メリークリスマス」（1963年）
  - 第22回「この父にして」（1964年）
- 虹の設計（1964年 - 1966年、NHK）
- 部長刑事 第305話「嫉妬」（1964年、ABC）
- NHK劇場（NHK）
  - 視界無限（1964年）
  - 知恵の悲しみ（1968年）
  - もういちどの旅（1968年）
- 30分劇場 第22回「おんぶ」（1964年、NTV） - 木川正介
- シオノギテレビ劇場（CX）
  - 仲代達矢アワー・加賀騒動（1964年）
  - 城砦（1965年）
- 謎の双曲線 第2話「花束」（1965年、12CH）
- 東京警備指令 ザ・ガードマン 第28話「暗黒の掟」（1965年、TBS）
- 木下恵介アワー（TBS）  
  - 喜びも悲しみも幾歳月（1965年） - 石狩灯台木村台長
  - 記念樹（1966年） - 会社社長
- 大河ドラマ（NHK）
  - 太閤記（1965年） - 勝恵上人
  - 天と地と（1969年） - 玄庵
  - 国盗り物語（1973年） - 堀田道空
  - 春の波涛（1985年）※舞台指導
- ウルトラQ 第5話「ペギラが来た!」（1966年） - 南極越冬隊・天田隊長
- 家庭劇場 第44回「お手伝いさん始末記」（1966年、NHK）
- とし子さん（1966年、TBS / 国際放映）第3話「妻の座は堅し」- 正一の祖父
- 泣いてたまるか（TBS）
  - 第23話「その一言が言えない」（1966年）
  - 第39話「あゝ純情くん」（1967年） - 商社の社長、長女の赤沢亜沙子がゲストヒロイン。
  - 第46話「先生仲人をする」（1967年）
  - 第67話「雪の降る街に」（1967年）
  - 第72話「禁じられた遊び」（1968年）
- 若者たち（CX）
  - 第1話「出発」（1966年）
  - 第15話「石の門」（1966年）
- 銭形平次（CX）
  - 第62話「七夕の唄」（1967年） - 出島屋
  - 第179話「謎の千両富」（1969年） - 天王寺の弥吉
  - 第402話「父と子と」（1974年） - 遠州屋徳衛門
- 剣（NTV）
  - 第35回「祭囃子」（1967年）
  - 第42回「縁切寺異聞」（1968年）
  - 第43回「鬼子母」（1968年） - 松井田の長造
- お庭番（NTV）
  - 第5 - 8話「隠密野郎」（1968年） - 石黒兵部
  - 第17 - 20話「皆殺しの歌」（1968年） - 酒井忠勝
  - 第31 - 32話「危機一髪」（1968年） - 本多伊予守
- 日産スター劇場 / 持参金30億を狙え（1968年、NTV）
- 帰って来た用心棒 第33話「影の女」（1968年、NET） - 老父
- 旅がらすくれないお仙 第5話「伜と呼びたい」（1968年、NET）
- 五人の野武士 第25話「礫打ち」（1969年、NTV）
- 頑張れ!かあちゃん（1969年、NET） - 磯林
- 紅い稲妻（1970年、CX / 新国劇映画社） - 円徹
- 遠山の金さん捕物帳（NET）
  - 第4話「花嫁を食う男」（1970年） - 蜂谷彦九郎
  - 第130話「闇に咲く女」（1972年） - 相川屋惣兵衛
- 日本怪談劇場 第9話「怪談 宵宮雨」（1970年、12ch）- 久庵
- 火曜日の女シリーズ / オパールとサファイア（1971年、NTV / 東宝）
- 人形佐七捕物帳 第1話「江戸一番のいい男」（1971年、NET / 東宝） - 国分屋孫右衛門
- 軍兵衛目安箱 第24話「海を渡ってきた」（1971年、NET / 東映） - 卯兵ヱ 役
- 鬼平犯科帳 第2シリーズ 第14話「平松屋おみつ」（1972年、NET / 東宝） - 甚五郎
- 大岡越前（TBS / C.A.L）
  - 第3部 第27話「死の匂いのする花」（1972年） - 住職
  - 第7部 第9話「天下一品意地くらべ」（1983年） - 太兵衛
- 荒野の素浪人 第65話「必殺 荒野の決闘」（1973年、NET / 三船プロダクション）
- 江戸を斬る（TBS / C.A.L）
  - 江戸を斬る 梓右近隠密帳 第8話「喜内のにわか彦左」（1973年） - 落合権九郎
  - 江戸を斬るIII 第3話「金四郎の縁談」（1977年） - 村瀬宗兵衛
- 水戸黄門（TBS / C.A.L）
  - 第1部 第15話「わしは天下の風呂番だ・今治」（1969年11月10日） - 服部頼母
  - 第2部 第12話「黒い契約書 -久保田-」（1970年） - 永山掃部
  - 第4部 第14話「落ちて来たおしら様 -弘前-」（1973年） - 上田仁左ヱ門
  - 第5部 第26話「福江城の対決 -五島-」（1974年） - 玉ノ浦三左衛門
  - 第7部 第20話「暴れ姫君 -会津-」（1976年） - 本庄八太夫
  - 第8部 第26話「うぐいす春風剣 -中津-」（1978年） - 三浦頼母
  - 第10部 第21話「じゃじゃ馬娘はお医者様 -岩村-」（1980年） - 牧玄斉
  - 第11部 第26話「一陽来復水戸の春 -岩槻・水戸-」（1981年） - 高畑勘解由
  - 第12部 第12話「八兵衛身代り危機一髪 -徳島-」（1981年） - 法敬
  - 第14部 第37話「野望を断った天下の名刀 -高松-」（1984年） - 大久保主計
- 剣客商売 第14話「三冬の女ごころ」（1973年、CX / 東宝） - 清洲の佐平治
- 土曜ワイド劇場（ANB）
  - 昭和怪盗伝（1977年）
  - 0計画を阻止せよ（1979年）
  - 松本清張の風の息（1982年、松竹）
- 日本の戦後 第10集「オペラハウスの日章旗」（1978年、NHK） - 板倉卓造
- 白い巨塔（1978年 - 1979年、フジテレビ） - 箮田央弘
- 判決（1978年 - 1979年、テレビ朝日） - 裁判長
- 不毛地帯（1979年、MBS） - 叶頼山
- 桃太郎侍 第211話「バクチが教えた商人根性」（1980年、NTV / 東映）
- 旅がらす事件帖（1980年 - 1981年、関西テレビ / 国際放映） - 水野越前守忠邦
- ザ・サスペンス / 「入試問題」殺人事件（1982年、TBS）
- 月曜ワイド劇場 / 婚約 北の国から来た花嫁（1983年、ANB）
- 時代劇スペシャル（CX）
  - 花笛伝奇（1983年） - 木谷孫左衛門
  - 烙印の女たち（1984年） - 青山春蔵
- 男と女のミステリー / 残月の決闘（1991年、CX） - 稲毛左近

### ラジオドラマ
- 闖入者（1955年、朝日放送） - 弁護士
- スリラー劇場 二月の悲劇（1959年、ラジオ東京）
- 君腹を切れ（1959年、NHK）
- 自転車の音（1964年、NHK）
- 深い淵（1964年、NHK）
- 海へ入る川（1964年、ニッポン放送）
- 元旦日記（1965年、NHK）
- ベッカム・ライのバラード（1965年、NHK）
- 明日香のしらべ（1965年、NHK）

### CM
- エチケットライオン（1970年、ライオン歯磨）

### 舞台
- どん底（1936年） - 男爵
- 女房学校（1950年）
- 桜の園（1951年） - ガーエフ
- 賢女気質（1951年）
- 椎茸と雄弁（1951年）
- 正義の人々（1953年）
- 若人よ蘇れ（1954年）
- どれい狩り（1955年） - 大臣
- 死せる魂（1956年）
- 二人だけの舞踏会（1956年）
- 死んだような平和（1957年）
- 黄色い波（1961年）
- 三文オペラ（1962年）
- ワーニャ伯父さん（1963年） - セレブリャーコフ
- 有福詩人（1964年、1989年） - 仁斎
- ハムレット（1964年）
- アンナ・カレーニナ（1964年）
- 日本の幽霊（1965年）
- 追究 アウシュヴィッツの歌（1967年）
- しんげき忠臣蔵（1969年）
- 石の火（1971年）
- にっぽんKK幻想記（1973年）
- 検察官（1974年）
- リチャード三世（1974年）
- どん底（1975年）
- ルル（1977年）
- 夜の来訪者（1977年） - 秋吉兼路
- いち子と須磨子（1978年） - 相馬御風
- コーカサスの白墨の輪（1980年） - 大百姓
- 八月に乾杯（1981年、1987年）
- 悲しみよ、そっと、ほとぼしれ（1982年）
- メアリー・スチュアート（1983年）
- 荒野の落日（1983年、1986年）
- 海賊、森を走ればそれは焔（1984年）
- 遁走譜（1984年） - 増宮平造
- アメリカの時計（1986年）

## 著書
- 『日本新劇史 新劇貧乏物語』（1966年、筑摩書房）
- 『日本社会主義演劇史 明治大正篇』（1975年、筑摩書房）
- 『私の古本大学 新劇人の読書彷徨』（1981年、青英舎）
- 『八月に乾杯 : 松本克平新劇自伝』弘隆社、1986年。 NCID BN00781098。NDLJP:12436362。「国立国会図書館デジタルコレクション、個人送信サービスで閲覧可能」
- 『四人でしゃべった』（1987年、早川書房）

※小沢栄太郎、嵯峨善兵、信欣三と座談で戦前の演劇活動を回想
- 『克平交友記』（1991年、「こつう豆本」日本古書通信社）
- 『新劇の山脈』（1991年、朝日書林）